# Lista de navios da Marinha Portuguesa por número de amura
Segue-se uma lista de navios da Marinha Portuguesa ordenada pelo número de amura:
Nota: os números de amura assinalados com um (*) foram utilizados em dois ou mais navios diferentes.

## Unidades de Apoio
| Número | Designação                      | Tipo   | Classe            | Observações                                                                |
| ------ | ------------------------------- | ------ | ----------------- | -------------------------------------------------------------------------- |
| A 520  | NRP Sagres                      | NE     | Gorch-Fock        | No activo                                                                  |
| A 521* | NRP Almirante Schultz           | NB     |                   | Abatido                                                                    |
| A 521* | NRP Schultz Xavier              | NB     | Cacine            | Abatido                                                                    |
| A 522* | NRP D. Carlos I                 | NH     | D. Carlos I       | No activo                                                                  |
| A?     | NRP D. João de Castro           | NH     | Navio único       | Perdido por encalhe na ilha de Santo Antão, Cabo Verde, em outubro de 1947 |
| A 523* | NRP São Brás                    | NAL    |                   |                                                                            |
| A 523* | NRP Almirante Gago Coutinho     | NH     | D. Carlos I       | No activo                                                                  |
| A 524  | NRP Carvalho Araújo             | NH     |                   | Ex-"Terje 10", transferido para a República Popular de Angola              |
| A 525  | NRP Almirante Lacerda           | AM     | Almirante Lacerda | Ex-"Caraquet", transferido para a República Popular de Moçambique          |
| A 527  | NRP Comandante Almeida Carvalho | AM/ NH | Almirante Lacerda | Ex-"HMS Fort York", depois NRP Cacheu (F470)                               |
| A 528  | NRP Pedro Nunes                 | AC/ NH | Pedro Nunes       |                                                                            |
| A 5200 | NRP João de Lisboa              | AC/ NH | Pedro Nunes       |                                                                            |
| A 5201 | NRP Zarco                       | NE     | Zarco             | No activo                                                                  |
| A 5203 | NRP Andrómeda                   | LH     | Andrómeda         | No activo                                                                  |
| A 5204 | NRP Polar                       | NE     | Polar             | No activo                                                                  |
| A 5205 | NRP Auriga                      | LH     | Andrómeda         | No activo                                                                  |
| A 5206 | NRP São Gabriel                 | AOE    |                   |                                                                            |
| A 5207 | NRP Ribeira Grande              | NPM    | S. Roque          | Ex-M 402 (Draga minas)                                                     |
| A 5208 | NRP São Miguel                  | NAL    |                   | Afundado em 1994                                                           |
| A 5210 | NRP Bérrio                      | AOE    |                   | Descomissionado a 1 de Junho de 2020                                       |

## TorpedeiroseContratorpedeiros
| Número | Designação      | Tipo | Classe    | Observações                                        |
| ------ | --------------- | ---- | --------- | -------------------------------------------------- |
| 1      | N.º 1           | TB   | Espadarte | Ex-"Espadarte"                                     |
| 2      | N.º 2           | TB   | N.º 2     |                                                    |
| 3      | N.º 3           | TB   | N.º 2     |                                                    |
| 4      | N.º 4           | TB   | N.º 2     |                                                    |
| A      | NRP Ave         | TB   | Ave       |                                                    |
| C      | NRP Cávado      | TB   | Ave       |                                                    |
| D      | NRP Douro       | DD   | Douro     |                                                    |
| D      | NRP Dão         | DD   | Vouga     | Posterior código de amura: "D 331"                 |
| DR     | NRP Douro (1.º) | DD   | Vouga     | Substituído pelo "NRP Douro" (2.º) da mesma classe |
| DR     | NRP Douro (2.º) | DD   | Vouga     | Posterior código de amura: "D 332"                 |
| G      | NRP Guadiana    | DD   | Douro     |                                                    |
| L      | NRP Liz         | TB   | Ave       |                                                    |
| L      | NRP Lima        | DD   | Vouga     | Posterior código de amura: "D 333"                 |
| V      | NRP Vouga       | DD   | Douro     |                                                    |
| V      | NRP Vouga       | DD   | Vouga     | Posterior código de amura: "D 334"                 |
| S      | NRP Sado        | TB   | Ave       |                                                    |
| T      | NRP Tejo        | DD   | Tejo      |                                                    |
| T      | NRP Tejo (1.º)  | DD   | Vouga     | Substituído pelo "NRP Tejo" (2.º) da mesma classe  |
| T      | NRP Tejo (2.º)  | DD   | Vouga     | Posterior código de amura: "D 335"                 |
| TA     | NRP Tâmega      | DD   | Douro     |                                                    |
| Z      | NRP Zêzere      | TB   | Ave       |                                                    |
| D 331  | NRP Dão         | DD   | Vouga     | Anterior código de amura: "D"                      |
| D 332  | NRP Douro (2.º) | DD   | Vouga     | Anterior código de amura: "DR"                     |
| D 333  | NRP Lima        | DD   | Vouga     | Anterior código de amura: "L"                      |
| D 334  | NRP Vouga       | DD   | Vouga     | Anterior código de amura: "V"                      |
| D 335  | NRP Tejo (2.º)  | DD   | Vouga     | Anterior código de amura: "T"                      |

## Fragatas,CorvetaseAvisos
| Número | Designação                         | Tipo | Classe                | Observações                                             |  |
| ------ | ---------------------------------- | ---- | --------------------- | ------------------------------------------------------- |  |
| F 330  | NRP Vasco da Gama                  | FFGH | Vasco da Gama         | No activo                                               |  |
| F 331* | NRP Álvares Cabral                 | FFGH | Vasco da Gama         | No activo                                               |  |
| F 331* | NRP Diogo Gomes                    | FF   | Diogo Gomes           |                                                         |  |
| F 332* | NRP Corte-Real                     | FFGH | Vasco da Gama         | No activo                                               |  |
| F 332* | NRP Nuno Tristão                   | FF   | Diogo Gomes           |                                                         |  |
| F 333* | NRP Bartolomeu Dias                | FFGH | Bartolomeu Dias       | No activo, ex-"HMNLS Van Nes" dos Países Baixos         |  |
| F 333* | NRP Diogo Cão                      | FF   | Diogo Cão             | Ex-"USS Formoe" (DE 509) dos EUA                        |  |
| F 334  | NRP D. Francisco de Almeida        | FFGH | Bartolomeu Dias       | No activo, ex-"HMNLS Van Galen" dos Países Baixos       |  |
| F 335  | NRP Pêro Escobar                   | FF   | Pero Escobar          |                                                         |  |
| F 336  | NRP Álvares Cabral                 | FF   | Álvares Cabral        |                                                         |  |
| F 337  | NRP Pacheco Pereira                | FF   | Álvares Cabral        |                                                         |  |
| F 470* | NRP Afonso de Albuquerque          | AC   | Afonso de Albuquerque | Encalhado em Goa em 1961 durante a Invasão pela Índia   |  |
| F 470* | NRP Cacheu                         | FS   | Bangor                | Ex-"Comandante Almeida Carvalho"                        |  |
| F 471* | NRP Bartolomeu Dias                | AC   | Afonso de Albuquerque |                                                         |  |
| F 471* | NRP António Enes                   | FS   | João Coutinho         | No activo                                               |  |
| F 472  | NRP Almirante Pereira da Silva     | FF   | Pereira da Silva      | Abatido                                                 |  |
| F 473  | NRP Almirante Gago Coutinho        | FF   | Pereira da Silva      | Abatido                                                 |  |
| F 474  | NRP Almirante Magalhães Correia    | FF   | Pereira da Silva      | Abatido                                                 |  |
| F 475* | NRP João Coutinho                  | FS   | João Coutinho         | Abatido                                                 |  |
| F 475* | NRP Gonçalo Velho                  | AC   | Gonçalo Velho         |                                                         |  |
| F 476* | NRP Jacinto Cândido                | FS   | João Coutinho         | Abatido                                                 |  |
| F 476* | NRP Gonçalves Zarco                | AC   | Gonçalo Velho         |                                                         |  |
| F 477* | NRP General Pereira d'Eça          | FS   | João Coutinho         | Abatido                                                 |  |
| F 477* | NRP João de Lisboa                 | AC   | Pedro Nunes           | "A 5200" (1961-)                                        |  |
| F 478  | NRP Vasco da Gama                  | FF   | Álvares Cabral        |                                                         |  |
| F 479  | NRP D. Francisco de Almeida        | FF   | Álvares Cabral        |                                                         |  |
| F 480  | NRP Comandante João Belo           | FF   | João Belo             | Vendido à Marinha do Uruguai (ROU Uruguay)              |  |
| F 481  | NRP Comandante Hermenegildo Capelo | FF   | João Belo             | Abatido                                                 |  |
| F 482  | NRP Comandante Roberto Ivens       | FF   | João Belo             | Abatido                                                 |  |
| F 483  | NRP Comandante Sacadura Cabral     | FF   | João Belo             | Vendido à Marinha do Uruguai (ROU Cdte. Pedro Campbell) |  |
| F 484  | NRP Augusto Castilho               | FS   | João Coutinho         | Abatido                                                 |  |
| F 485  | NRP Honório Barreto                | FS   | João Coutinho         | Abatido                                                 |  |
| F 486  | NRP Baptista de Andrade            | FS   | Baptista de Andrade   | Abatido em 2014                                         |  |
| F 487  | NRP João Roby                      | FS   | Baptista de Andrade   | No activo                                               |  |
| F 488  | NRP Afonso Cerqueira               | FS   | Baptista de Andrade   | Abatido em 2014                                         |  |
| F 489  | NRP Oliveira e Carmo               | FS   | Baptista de Andrade   | Afundado em Portimão 2012                               |  |

## Lanchas de Desembarque Grandes
| Número  | Designação    | Tipo | Classe   | Observações     |
| ------- | ------------- | ---- | -------- | --------------- |
| LDG 101 | NRP Alfange   | LDG  | Ariete   | Abatido         |
| LDG 102 | NRP Ariete    | LDG  | Ariete   | Abatido         |
| LDG 104 | NRP Montante  | LDG  | Ariete   | Abatido         |
| LDG 103 | NRP Cimitarra | LDG  | Ariete   | Abatido         |
| LDG 201 | NRP Bombarda  | LDG  | Bombarda | Abatido         |
| LDG 202 | NRP Alabarda  | LDG  | Bombarda | Abatido         |
| LDG 203 | NRP Bacamarte | LDG  | Bombarda | Abatido em 2015 |

## Unidades de Guerra de Minas
| Número | Designação            | Tipo | Classe        | Observações                           |
| ------ | --------------------- | ---- | ------------- | ------------------------------------- |
| M 401  | NRP São Roque         | AMC  | S. Roque      |                                       |
| M 402  | NRP Ribeira Grande    | AMC  | S. Roque      | Navio apoio mergulhadores 1992 A 5207 |
| M 403  | NRP Lagoa             | AMC  | S. Roque      |                                       |
| M 404  | NRP Rosário           | AMC  | S. Roque      |                                       |
| M 405  | NRP Ponta Delgada     | AMC  | Ponta Delgada | Ex-USS Adjudant (AMS-60)              |
| M 406  | NRP Horta             | AMC  | Ponta Delgada | Ex-AMS-61                             |
| M 407  | NRP Angra do Heroísmo | AMC  | Ponta Delgada | Ex-AMS-62                             |
| M 408  | NRP Vila do Porto     | AMC  | Ponta Delgada | Ex-AMS-91                             |
| M 409  | NRP Santa Cruz        | AMC  | Ponta Delgada | Ex-AMS-92                             |
| M 410  | NRP Velas             | AMC  | Ponta Delgada | Ex-AMS-145                            |
| M 411  | NRP Lajes             | AMC  | Ponta Delgada | Ex-AMS-146                            |
| M 415  | NRP São Jorge         | MSO  | S. Jorge      | Ex-MSO-478                            |
| M 416  | NRP Pico              | MSO  | S. Jorge      | Ex-MSO-479                            |
| M 417  | NRP Graciosa          | MSO  | S. Jorge      | Ex-MSO-486                            |
| M 418  | NRP Corvo             | MSO  | S. Jorge      | Ex-MSO-487                            |

## Unidades de Patrulha
| Número  | Designação           | Tipo | Classe           | Observações |
| ------- | -------------------- | ---- | ---------------- | --- |
| P 1     | NRP S. Miguel        | PC   | Faial            | |
| P 2     | NRP Faial            | PC   | Faial            | |
| P 3     | NRP Terceira         | PC   | Faial            | |
| P 4     | NRP Santa Maria      | PC   | Faial            | |
| P 360   | NRP Viana do Castelo | OPV  | Viana do Castelo | No ativo |
| P 361*  | NRP Figueira da Foz  | OPV  | Viana do Castelo | No ativo |
| P 361*  | NRP Lira             | LFG  | Argos (1963)     | |
| P 362*  | NRP Sines            | OPV  | Viana do Castelo | No ativo |
| P 362*  | NRP Orion            | LFG  | Argos (1963)     | |
| P 363*  | NRP Bellatrix        | LFP  | Bellatrix        | |
| P 363*  | NRP Setúbal          | OPV  | Viana do Castelo | No ativo |
| P 364   | NRP Canopus          | LFP  | Bellatrix        | |
| P 365   | NRP Deneb            | LFP  | Bellatrix        | |
| P 366   | NRP Espiga           | LFP  | Bellatrix        | |
| P 367   | NRP Fomalhaut        | LFP  | Bellatrix        | |
| P 368   | NRP Follux           | LFP  | Bellatrix        | |
| P 370*  | NRP Rio Minho (II)   | LFP  | Rio Minho (II)   | |
| P 370*  | NRP Rio Minho (III)  | LFP  | Rio Minho (III)  | No ativo |
| P 372   | NRP Argos            | LFG  | Argos (1963)     | |
| P 373   | NRP Cassiopeia       | LFG  | Argos (1963)     | |
| P 374   | NRP Dragão           | LFG  | Argos (1963)     | |
| P 375   | NRP Escorpião        | LFG  | Argos (1963)     | |
| P 376   | NRP Hidra            | LFG  | Argos (1963)     | |
| P 377   | NRP Altair           | LFP  | Bellatrix        | |
| P 378   | NRP Rigel            | LFP  | Bellatrix        | |
| P 379   | NRP Pégaso           | LFG  | Argos (1963)     | |
| P 382   | NRP Regulus          | LFP  | Antares          | Transferido para a Marinha do Malawi em 1970 como "Chibisa" |
| P 581   | NRP Príncipe         | PC   | Príncipe         | Ex-"NRP Flores", ex-"PC 812" dos EUA |
| P 582   | NRP Madeira          | PC   | Príncipe         | Ex-"PC 811" dos EUA |
| P 583   | NRP Santiago         | PC   | Príncipe         | Ex-"PC 125" dos EUA |
| P 584   | NRP Sal              | PC   | Príncipe         | Ex-"PC 809" dos EUA |
| P 585   | NRP São Tomé         | PC   | Príncipe         | Ex-"PC 1256" dos EUA |
| P 586   | NRP São Vicente      | PC   | Príncipe         | Ex-"PC 1259" dos EUA |
| P 587   | NRP Maio             | PC   | Maio             | Ex-"NRP Funchal" |
| P 588   | NRP Porto Santo      | PC   | Maio             | |
| P 589   | NRP São Nicolau      | PC   | Maio             | |
| P 590*  | NRP Brava            | PC   | Brava            | |
| P 590*  | NRP Tejo             | PS   | Tejo             | No ativo, ex-Viben (ex-P562) da Marinha da Dinamarca classe Flyvefisken (STANFLEX 300)                                                                                           |
| P 591*  | NRP Fogo             | PC   | Brava            | |
| P 591*  | NRP Douro            |      | Tejo             | No ativo, ex-Ravnen (ex-P560) da Marinha da Dinamarca classe Flyvefisken (STANFLEX 300)                                                                                          |
| P 592*  | NRP Boavista         | PC   | Brava            | |
| P 592*  | NRP Mondego          |      | Tejo             | No ativo, ex-Glenten (ex-P557) da Marinha da Dinamarca classe Flyvefisken (STANFLEX 300)                                                                                         |
| P 593*  | NRP Santo Antão      | PC   | Brava            | |
| P 593*  | NRP Guadiana         |      | Tejo             | ex-Skaden (ex-P561) da Marinha da Dinamarca classe Flyvefisken (STANFLEX 300) |
| P 594   | NRP Santa Luzia      | PC   | Brava            | |
| P 1130  | NRP Centauro         | LFG  | Argos (1963)     | |
| P 1131  | NRP Sagitário        | LFG  | Argos (1963)     | |
| P 1132  | NRP Júpiter          | LFP  | Júpiter          | |
| P 1133  | NRP Vénus            | LFP  | Júpiter          | |
| P 1134  | NRP Marte            | LFP  | Júpiter          | |
| P 1135  | NRP Mercúrio         | LFP  | Júpiter          | |
| P 1136  | NRP Saturno          | LFP  | Júpiter          | |
| P 1137  | NRP Urano            | LFP  | Júpiter          | |
| P 1140  | NRP Cacine           | LFG  | Cacine           | Abatido |
| P 1141  | NRP Cunene           | LFG  | Cacine           | Abatido |
| P 1142  | NRP Mandovi          | LFG  | Cacine           | Abatido |
| P 1143  | NRP Rovuma           | LFG  | Cacine           | Abatido |
| P 1144  | NRP Quanza           | LFG  | Cacine           | Abatido |
| P 1145  | NRP Geba             | LFG  | Cacine           | Abatido |
| P 1146  | NRP Zaire            | LFG  | Cacine           | No activo |
| P 1147  | NRP Zambeze          | LFG  | Cacine           | Abatido |
| P 1148  | NRP D. Aleixo        | LFP  | D. Aleixo        | Abatido |
| P 1149  | NRP D. Jeremias      | LFP  | D. Aleixo        | Abatido |
| P 1150  | NRP Argos            | LF   | Argos (1991)     | Abatido em 2023, nova UAM designada, casco aproveitado e transformada em lancha autónoma.                                                                                        |
| P 1151* | NRP Arturus          | LFP  | Arcturus         | |
| P 1151* | NRP Dragão           | LF   | Argos (1991)     | No activo |
| P 1152* | NRP Aldebaran        | LFP  | Arcturus         | |
| P 1152* | NRP Escorpião        | LF   | Argos (1991)     | No activo |
| P 1153* | NRP Prócion          | LFP  | Arcturus         | |
| P 1153* | NRP Cassiopeia       | LF   | Argos (1991)     | No activo |
| P 1154* | NRP Sirius           | LFP  | Arcturus         | |
| P 1154* | NRP Hidra            | LF   | Argos (1991)     | o ativo |
| P 1155* | NRP Vega             | LFP  | Arturus          | |
| P 1155* | NRP Centauro         | LF   | Centauro         | |
| P 1156* | NRP Alvor            | LFP  | Alvor            | |
| P 1156* | NRP Orion            | LF   | Centauro         | No activo |
| P 1157* | NRP Albufeira        | LFP  | Alvor            | |
| P 1157* | NRP Pégaso           | LF   | Centauro         | No activo |
| P 1158* | NRP Aljezur          | LFP  | Classe Alvor     | |
| P 1158* | NRP Sagitário        | LF   | Centauro         | No activo |
| P 1160  | NRP Limpopo          | LFG  | Cacine           | Foi afundado em 2006 durante um exercício de disparo de mísseis, tendo sido atingido por dois mísseis Standard em modo SASS (míssil superfície-ar em modo superfície-superfície) |
| P 1161  | NRP Save             | LFG  | Cacine           | Abatido |
| P 1162  | NRP Albatroz         | LFP  | Albatroz         | "Oecusse" de Timor Lorosae em 2002 |
| P 1163  | NRP Açor             | LFP  | Albatroz         | "Ataúro" de Timor Lorosae em 2002 |
| P 1164* | NRP Andorinha        | LFP  | Albatroz         | Abatido |
| P 1164* | NRP Águia            | LFP  | Albatroz         | Abatido em 2016 |
| P 1165  | NRP Cisne            | LFP  | Albatroz         | Abatido em 2017 |
| P 1166  | NRP Condor           | LFP  | Albatroz         | Posteriormente UAM Condor (UAM 630) |

## Submarinos
| Número | Designação    | Tipo | Classe          | Observações                                                                |
| ------ | ------------- | ---- | --------------- | -------------------------------------------------------------------------- |
| D      | NRP Delfim    | SS   | Delfim          | Saiu de serviço em 1950                                                    |
| E *    | NRP Espadarte | SS   | Espadarte       | Saiu de serviço em 1928                                                    |
| E *    | NRP Espadarte | SS   | Delfim          | Saiu de serviço em 1950                                                    |
| F      | NRP Foca      | SS   | Foca            | Saiu de serviço em 1934                                                    |
| G *    | NRP Golfinho  | SS   | Foca            | Saiu de serviço em 1934                                                    |
| G *    | NRP Golfinho  | SS   | Delfim          | Saiu de serviço em 1950                                                    |
| H      | NRP Hidra     | SS   | Foca            | Saiu de serviço em 1934                                                    |
| S 160* | NRP Narval    | SS   | Neptuno         | Ex-"HMS Spur", saiu de serviço em 1969                                     |
| S 160* | NRP Tridente  | SSK  | Classe Tridente | Entrada ao serviço em 2010                                                 |
| S 161* | NRP Nautilo   | SS   | Neptuno         | Ex-"HMS Saga" (P 257), saiu de serviço em 1969                             |
| S 161* | NRP Arpão     | SSK  | Classe Tridente | Entrada ao serviço em 2011                                                 |
| S 162  | NRP Neptuno   | SS   | Neptuno         | Ex-"HMS Spearhead" (P 263), saiu de serviço em 1967                        |
| S 163  | NRP Albacora  | SSK  | Albacora        | Abatido em 2000                                                            |
| S 164  | NRP Barracuda | SSK  | Albacora        | Abatido em 2010                                                            |
| S 165  | NRP Cachalote | SSK  | Albacora        | Cedido à França 1975, vendido ao Paquistão com o nome "Ghazi" abatido 2008 |
| S 166  | NRP Delfim    | SSK  | Albacora        | Abatido em 2005                                                            |

## Unidades Auxiliares da Marinha
| Número  | Designação                       | Tipo                            | Classe                  | Observações                                                                           |
| ------- | -------------------------------- | ------------------------------- | ----------------------- | ------------------------------------------------------------------------------------- |
| UAM 201 | UAM Creoula                      | NE                              |                         | Prefixo NTM (Navio Treino de Mar)                                                     |
| UAM 202 | UAM Macau                        | Lorcha                          |                         | Abatida ao serviço e oferecida à APORVELA em 1998                                     |
| UAM 203 | UAM D. Fernando II e Glória      | Navio-museu                     |                         | Museu da Marinha                                                                      |
| UAM 601 | UAM Vigilante                    | Salva-vidas                     | Vigilante               | Instituto de Socorros a Náufragos                                                     |
| UAM 602 | UAM Surriada                     | LFP                             |                         |                                                                                       |
| UAM 603 | UAM Diligente                    | Salva-vidas                     | Vigilante               | Instituto de Socorros a Náufragos                                                     |
| UAM 605 | UAM Mareta                       | LFP                             |                         |                                                                                       |
| UAM 612 | UAM Bonança                      | LFP                             |                         |                                                                                       |
| UAM 613 | UAM Mar Chão                     | LFP                             |                         |                                                                                       |
| UAM 626 | UAM Espalamaca                   | Lancha de pilotos               |                         | Cedida aos Escuteiros Marítimos da Feteira e rebatizada "Comandante Ribeiro Ezequiel" |
| UAM 630 | UAM Condor                       | LFP                             | Albatroz                | Ex-"NRP Condor" (P 1166)                                                              |
| UAM 650 | UAM Bolina                       | LFP                             |                         | No ativo                                                                              |
| UAM 651 | UAM Nortada                      | LFP                             |                         | No ativo                                                                              |
| UAM 652 | UAM Almirante Ferreira do Amaral | Salva-vidas                     |                         | Instituto de Socorros a Náufragos                                                     |
| UAM 662 | UAM Patrão Chalandra             | Salva-vidas                     |                         | Instituto de Socorros a Náufragos                                                     |
| UAM 666 | UAM Sota-Patrão António Crista   | Salva-vidas                     |                         | Instituto de Socorros a Náufragos                                                     |
| UAM 683 | UAM Angeiras                     | Salva-vidas                     |                         | Instituto de Socorros a Náufragos                                                     |
| UAM 689 | UAM Raínha D. Amélia             | Embarcação Salva-vidas Oceânica | Classe Rainha D. Amélia | Instituto de Socorros a Náufragos                                                     |
| UAM 690 | UAM Patrão Moisés Macarrão       | Embarcação Salva-vidas Oceânica | Classe Rainha D. Amélia | Instituto de Socorros a Náufragos                                                     |
| UAM 691 | UAM Nossa Senhora da Boa Viagem  | Embarcação Salva-vidas Oceânica | Classe Rainha D. Amélia | Instituto de Socorros a Náufragos                                                     |
| UAM 692 | UAM Duque da Ribeira             | Embarcação Salva-vidas Oceânica | Classe Rainha D. Amélia | Instituto de Socorros a Náufragos                                                     |
| UAM 693 | UAM Nossa Senhora da Conceição   | Embarcação Salva-vidas Oceânica | Classe Rainha D. Amélia | Instituto de Socorros a Náufragos                                                     |
| UAM 694 | UAM Nossa Senhora das Salvas     | Embarcação Salva-vidas Oceânica | Classe Rainha D. Amélia | Instituto de Socorros a Náufragos                                                     |
| UAM 695 | UAM Nossa Senhora dos Navegantes | Embarcação Salva-vidas Oceânica | Classe Rainha D. Amélia | Instituto de Socorros a Náufragos                                                     |
| UAM 696 | UAM Senhor Jesus das Chagas      | Embarcação Salva-vidas Oceânica | Classe Rainha D. Amélia | Instituto de Socorros a Náufragos                                                     |